# Amata leucozona
Amata leucozona är en fjärilsart som beskrevs av George Francis Hampson 1911. Amata leucozona ingår i släktet Amata och familjen björnspinnare. Inga underarter finns listade i Catalogue of Life.